# Sonate pour piano et violon K. 302
Sonate palatine
La Sonate pour piano et violon no 19 en mi bémol majeur K. 302/293b est une sonate pour piano et violon de Mozart, composée à Mannheim en février 1778.
Le manuscrit est dans une collection privée aux États-Unis. La sonate associée à cinq autres sonates a été publiée en 1778 à Paris chez Sieber, avec le numéro d'opus 1. Ce recueil a été dédié à la princesse Marie Élisabeth, Électrice du Palatinat. C'est la raison pour laquelle les sonates qui composent l'opus 1 sont connues sous le nom de « Sonates palatines ».

## Analyse de l'œuvre
La sonate comprend deux mouvements :
1. Allegro, en mi bémol majeur, à 
, 2 sections répétées 2 fois (mesures 1 à 68, mesures 69 à 180), 180 mesures - partition
2. Rondeau:Andante grazioso, en mi bémol majeur, à 
, section répétée 2 fois (mesures 1 à 16), 175 mesures - partition

- Durée d'exécution: environ 15 minutes.

Introduction de l'Allegro :
La lecture audio n'est pas prise en charge dans votre navigateur. Vous pouvez télécharger le fichier audio.
Première reprise du RONDEAU:Andante grazioso :
La lecture audio n'est pas prise en charge dans votre navigateur. Vous pouvez télécharger le fichier audio.